# Дружба (бывший посёлок, Дагестан)
Дружба — бывший посёлок городского типа в Дагестане, входил в Кизилюртовский горсовет.

## Географическое положение
Располагался на правом берегу реки Сулак, напротив села Старый Чиркей в 27 км южнее города Кизилюрт.

## История
Возник в 1964 году как поселок гидростроителей Чиркейской ГЭС. В поселке располагались Управление и Дирекция строительства ГЭС. Был застроен деревянными домами барачного типа. Кроме того, в поселке имелись школа, детский сад, клуб, учебный комбинат, спортивные поля.
В 1974 году был затоплен водами Чиркейского водохранилища. А все население переселено во вновь построенный поселок Дубки.

## Население
Население 7 999 чел. по переписи 1970 года.
Национальный состав:
русские — 4339 чел. (54,2 %)
аварцы — 2273 чел. (28,4 %)
кумыки — 242 чел. (3,0 %)
даргинцы — 116 чел. (1,5 %)
лакцы — 89 чел. (1,1 %)